# Таннерсвілл (Нью-Йорк)
Таннерсвілл (англ. Tannersville) — селище (англ. village) в США, в окрузі Грін штату Нью-Йорк. Населення — 568 осіб (2020).

## Географія
Таннерсвілл розташований за координатами 42°11′41″ пн. ш. 74°8′8″ зх. д. / 42.19472° пн. ш. 74.13556° зх. д. (42.194846, -74.135605).  За даними Бюро перепису населення США в 2010 році селище мало площу 3,10 км², з яких 3,02 км² — суходіл та 0,08 км² — водойми.

## Демографія
Згідно з переписом 2010 року, у селищі мешкало 539 осіб у 258 домогосподарствах у складі 126 родин. Густота населення становила 174 особи/км².  Було 557 помешкань (180/км²).
Расовий склад населення:
| - 93,3 % — білих - 1,3 % — азіатів - 0,4 % — чорних або афроамериканців - 0,2 % — корінних американців - 2,6 % — осіб інших рас |

До двох чи більше рас належало 2,2 %. Частка іспаномовних становила 4,1 % від усіх жителів.
За віковим діапазоном населення розподілялося таким чином: 15,8 % — особи молодші 18 років, 66,2 % — особи у віці 18—64 років, 18,0 % — особи у віці 65 років та старші. Медіана віку мешканця становила 45,5 року. На 100 осіб жіночої статі у селищі припадало 117,3 чоловіків;  на 100 жінок у віці від 18 років та старших — 127,0 чоловіків також старших 18 років.
Середній дохід на одне домашнє господарство  становив 52 756 доларів США (медіана — 48 011), а середній дохід на одну сім'ю — 66 164 долари (медіана — 60 568). За межею бідності перебувало 4,6 % осіб, у тому числі 0,5 % дітей у віці до 18 років та 0,0 % осіб у віці 65 років та старших.
Цивільне працевлаштоване населення становило 320 осіб. Основні галузі зайнятості: мистецтво, розваги та відпочинок — 38,8 %, роздрібна торгівля — 12,2 %, освіта, охорона здоров'я та соціальна допомога — 11,9 %.